# RENFE 102 sorozat
A RENFE 102 sorozat vagy más néven a Talgo 350 sorozat egy nagysebességű billenőszekrényes villamosmotorvonat-sorozat Spanyolországban. Madrid és Barcelona között közlekedik. A RENFE üzemelteti az AVE hálózaton. Spanyolországon kívül a típus a Talgo 350 nevet viseli.

## Háttér, tervezés és megrendelések
Az AVE 102 sorozatot a Talgo építette és az Adtranz (később a Bombardier Transportation) szolgáltatta a vonófejek technológiáját. Elsősorban a Madrid–Barcelona nagysebességű vasútvonalra tervezték.
A szerelvények Talgo személykocsikból állnak, amelyeket úgy módosítottak, hogy akár a 350 km/h sebességet is elviseljék, mindkét végén erőteljes vonófejekkel. A tanúsított maximális üzemi sebessége azonban csak 330 km/h, a nyolc 1000 kW-os teljesítményű motorjainak korlátai miatt. A vonatok legfeljebb 12 Talgo VII-es kocsiból állhatnak.
A vonat beceneve Pato, vonófej különleges formája után, ami spanyolul kacsát jelent. A csőrre emlékeztető orr-rész a vonófejek aerodinamikai kialakítása miatt szükséges. A csőr kialakítása csökkenti a légellenállás által okozott zaj csökkentését a legnagyobb sebességnél.
A sorozatot 330 km/h maximális sebességre szánták. Ennek a végsebességnek elegendőnek kellett lennie ahhoz, hogy teljesítse a Madrid és Barcelona közötti két és fél órás utazási idő pályázati feltételét. A szakértők az eredeti tervekhez képest ezt a csökkentést költségvetési okoknak tulajdonítják, ugyanis a még nagyobb sebességnél az energiaigény erőteljesen növekszik.

## RENFE 112 sorozat
A RENFE eredeti megrendelése 2004-ben 16 motorvonat egységre vonatkozott, amelyek szállítását 2004-ben kezdték meg. Később 30 hasonló vonat került szállítására, amelyeket 2008 és 2010 között szállítottak és a 112-es sorozatba (S-112) kerültek. Az első egységet 2010 júniusában mutatták be.

## Bevezetés, tesztelés és forgalom
A prototípus egységgel végzett kísérletek során (amelyet később az ADIF pályahatóság használt, mint ADIF 330-as tesztvonat) 2002. október 11-én 362 km/h sebességet ért el.
A típus-jóváhagyási vizsgálatok 2004-ben kezdődtek. A jóváhagyási tesztek során 2004. június 26-án a kora reggeli órákban új rekordot, 365 km/h-t értek el..
A tesztek sikeres befejezése után az első nyolc egység 2005. február 26-án kezdte meg működését a Madrid-Zaragoza-Lleida vonalon. Eleinte a maximális üzemi sebességet 200 km/h-ra korlátozták, a vonat irányító- és jelzőrendszerével kapcsolatos problémák miatt.
Az ETCS 1. szintű vonatbefolyásoló rendszer üzembe helyezése után a végsebességet lépésenként növelték. 2007. május 7. óta a vonatok az egyelőre megengedett legnagyobb sebességgel, 300 km/h-val haladnak.
Az ETCS 2. szintű vonatirányító rendszer stabilizálása után a vonatok körülbelül 2 óra 30 perc alatt képesek megtenni a 621 km távolságot Madrid és Barcelona között, a végsebességük pedig 330 km/h. Azonban a jelenlegi megállás nélküli járatokat az AVE S-103 sorozat biztosítja, míg az S-102-t a közbenső megállásokat is tartalmazó járatokhoz alkalmazzák, a menetidővel 2 óra 57 perc és 3 óra 23 perc között változik.

## Útvonalak
Spanyolországban a motorvonatok az alábbi útvonalakon közlekednek:

### S-102
- Madrid - Málaga
- Seville - Valencia
- Madrid - Huesca

### S-112
- Málaga - Barcelona
- Seville - Barcelona
- Madrid - Valencia
- Madrid- Valladolid
- Madrid - Albacete

## Képgaléria

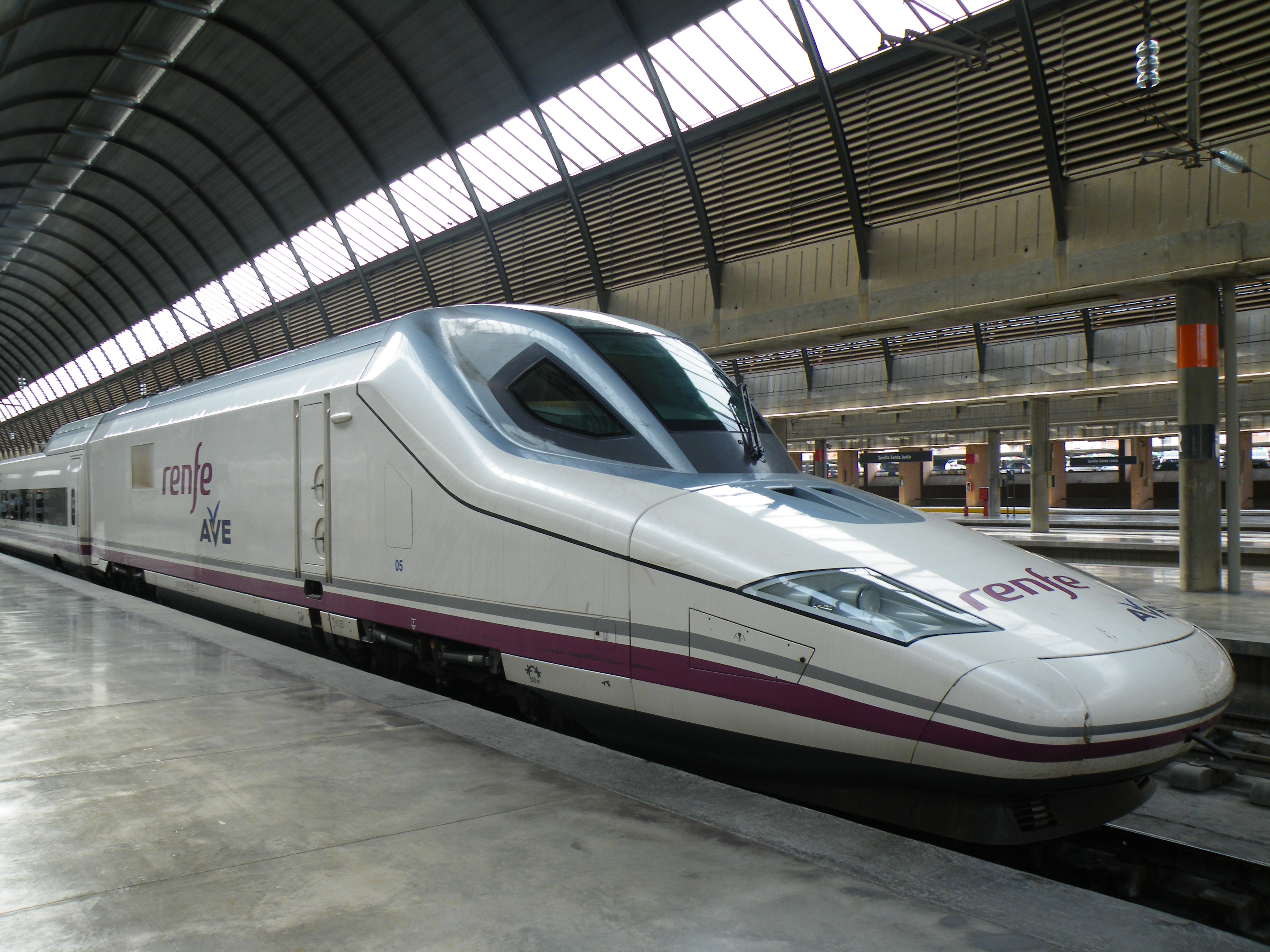
A motorvonat Sevilla főpályaudvarán
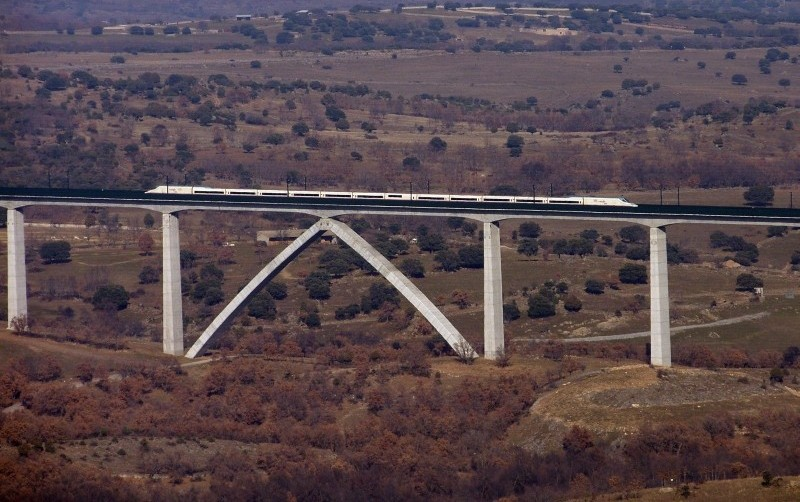
A Madrid-Valladolid nagysebességű vasútvonalon
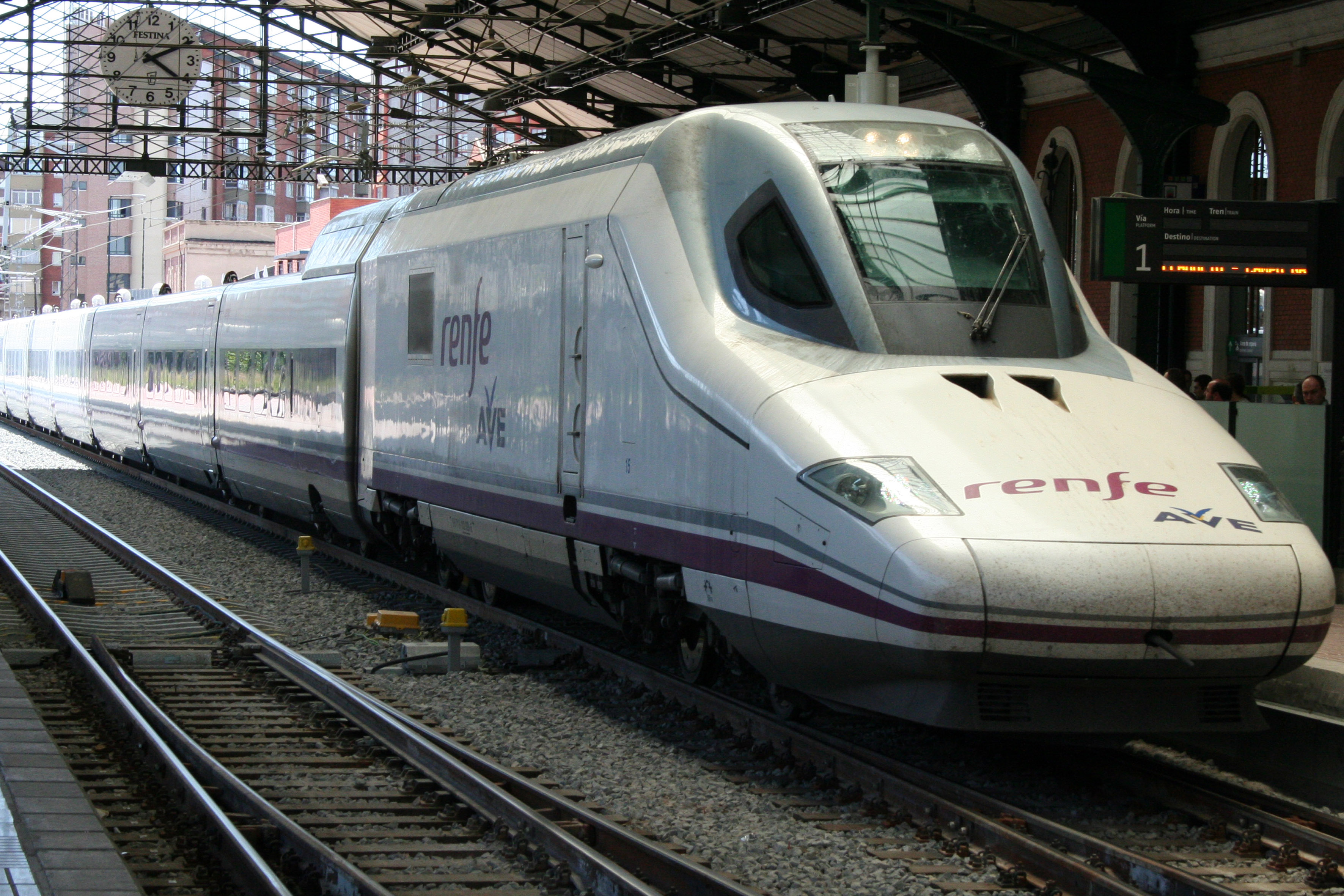
Valladolid főpályaudvarán
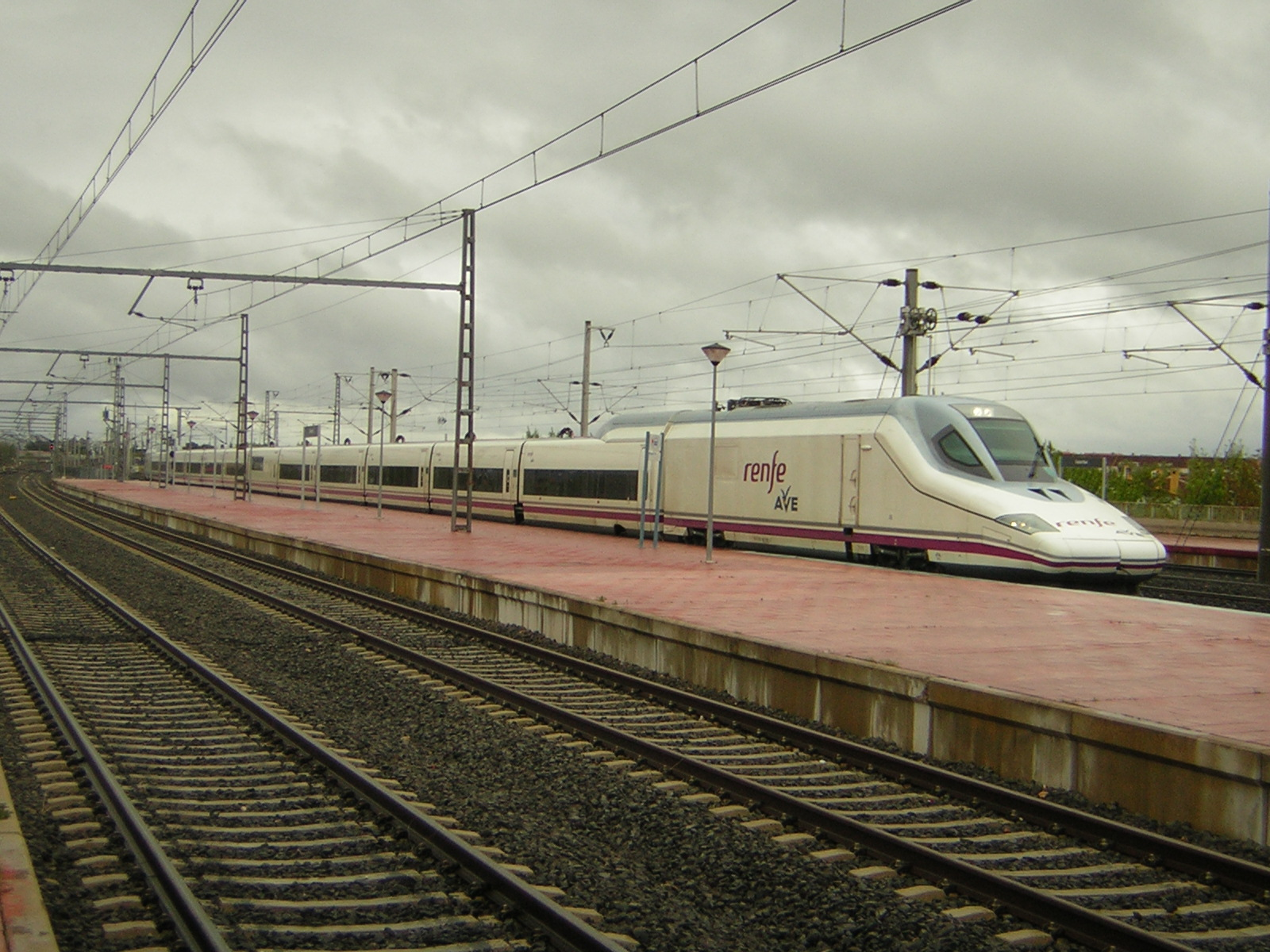
Estación de Ciudad Real állomáson
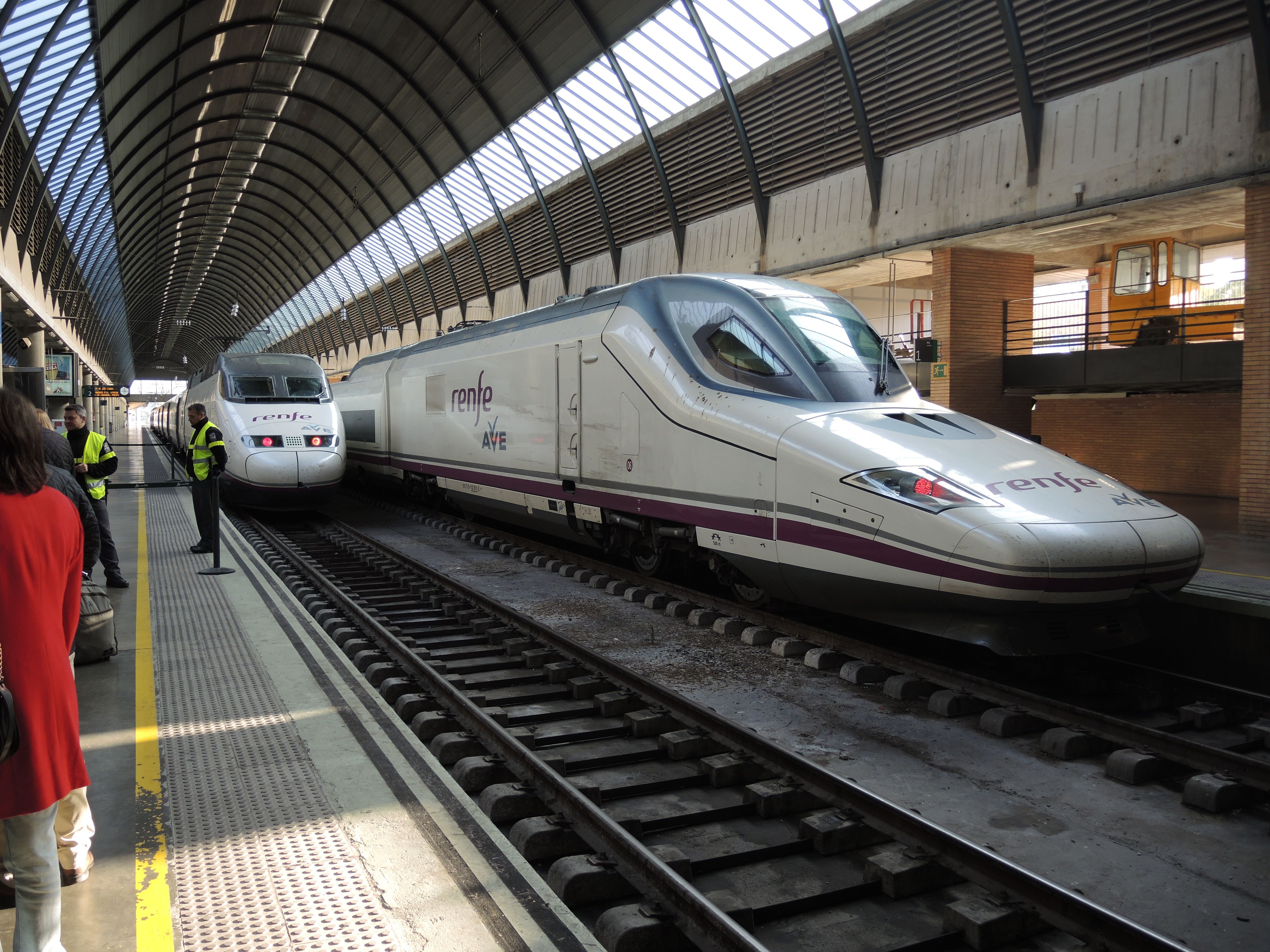
Estación de Sevilla-Santa Justa állomáson
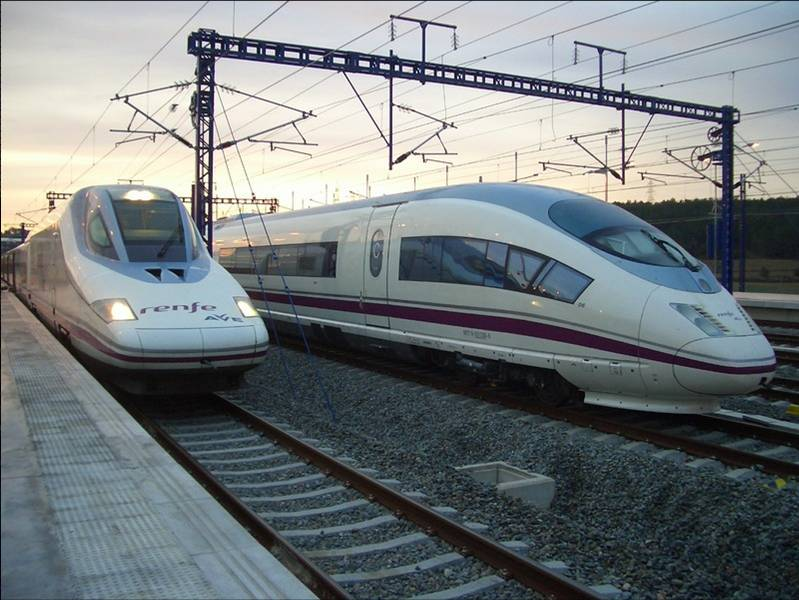
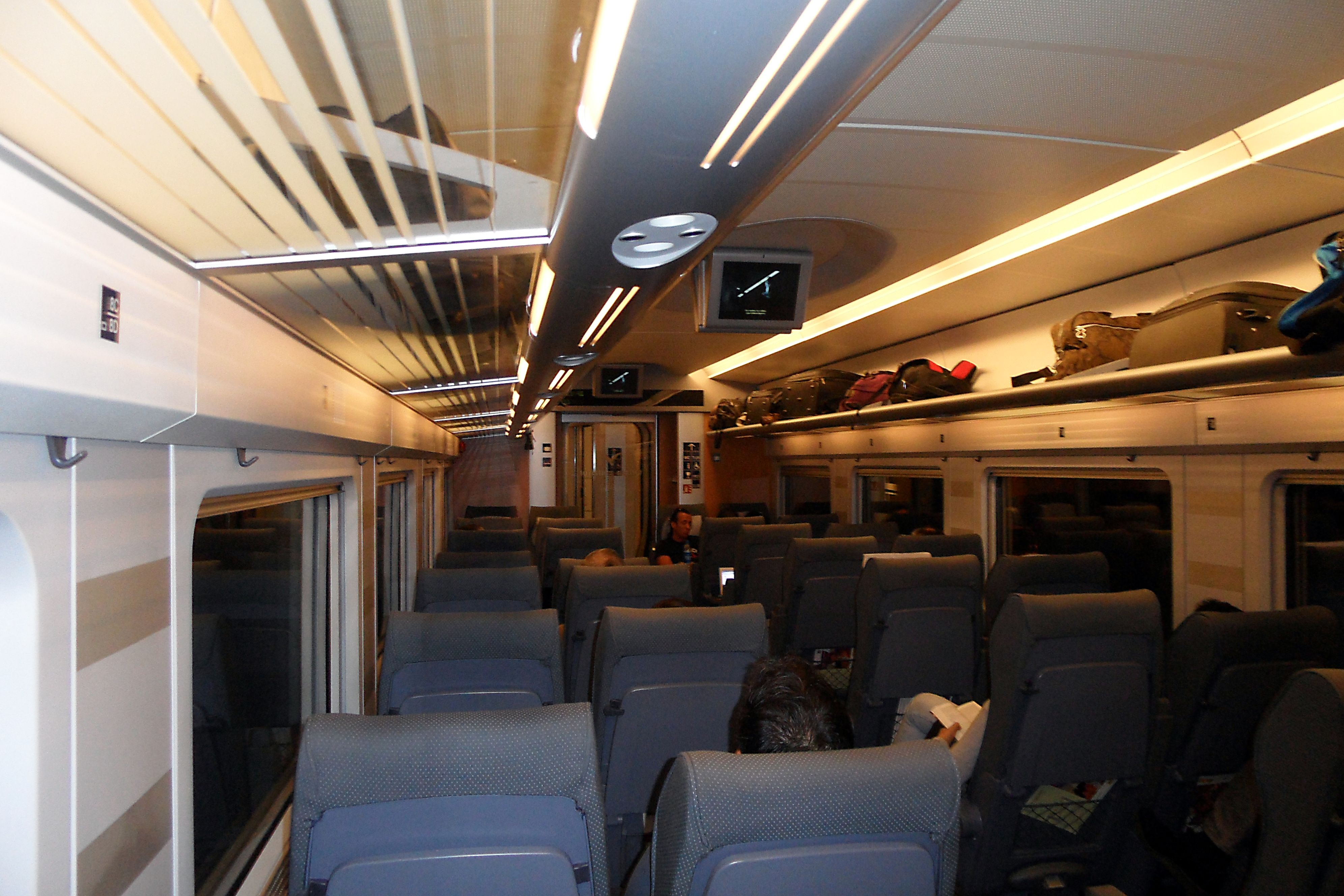
Utastér